# Franz Krupkat

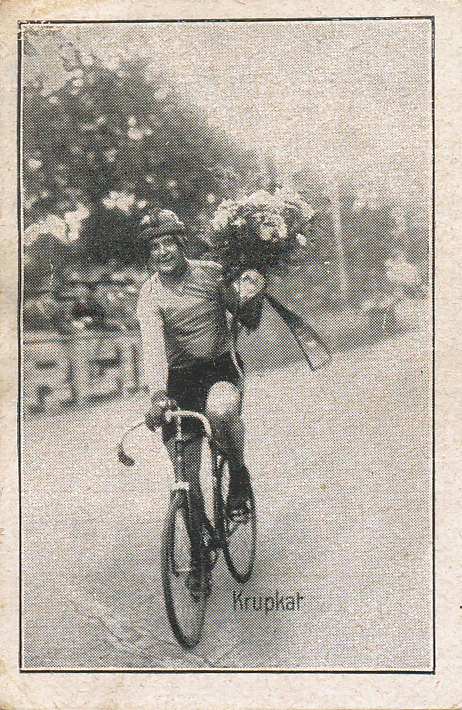
Franz Krupkat (zwischen 1917 und 1927)

Franz Krupkat (* 27. April 1894 in Berlin; † 1. Juni 1927 in Leipzig) war ein deutscher Radrennfahrer.
Franz Krupkat begann seine Rennfahrer-Karriere 1912 zunächst als Flieger (heute Sprinter), fünf Jahre später wurde er Dauerfahrer. Schon im Jahr darauf gewann er die Deutsche Steher-Meisterschaft in Leipzig vor Peter Günther. 1913 war Krupkat als junger Fahrer für längere Zeit nach Belgien gezogen, um dort bei Rennen gegen die belgischen Fahrer seine Rennhärte zu trainieren. Er konnte dort bei Straßenrennen nicht gewinnen, betrachtete diese Zeit im Rückblick nach eigener Aussage jedoch als entscheidend für seine weitere Laufbahn. Auch den nach seinen Worten „schönsten Sieg“ seiner Laufbahn holte er in Belgien (bei einem Bahnrennen in Mons). 1922 ging er gemeinsam mit Walter Rütt in die USA und bestritt dort ein Sechstagerennen im Madison Square Garden in New York sowie mehrere „Dauerrennen hinter Motorführung“ (Steher-Rennen). 1924 siegte er gemeinsam mit Richard Huschke beim 12. Berliner Sechstagerennen. Am 1. Juni 1927 stürzte Franz Krupkat tödlich bei einem Rennen in Leipzig.